# Homolobus obscurus
Homolobus obscurus är en stekelart som beskrevs av Van Achterberg 1979. Homolobus obscurus ingår i släktet Homolobus och familjen bracksteklar. Inga underarter finns listade i Catalogue of Life.